# 7.62×54mmR

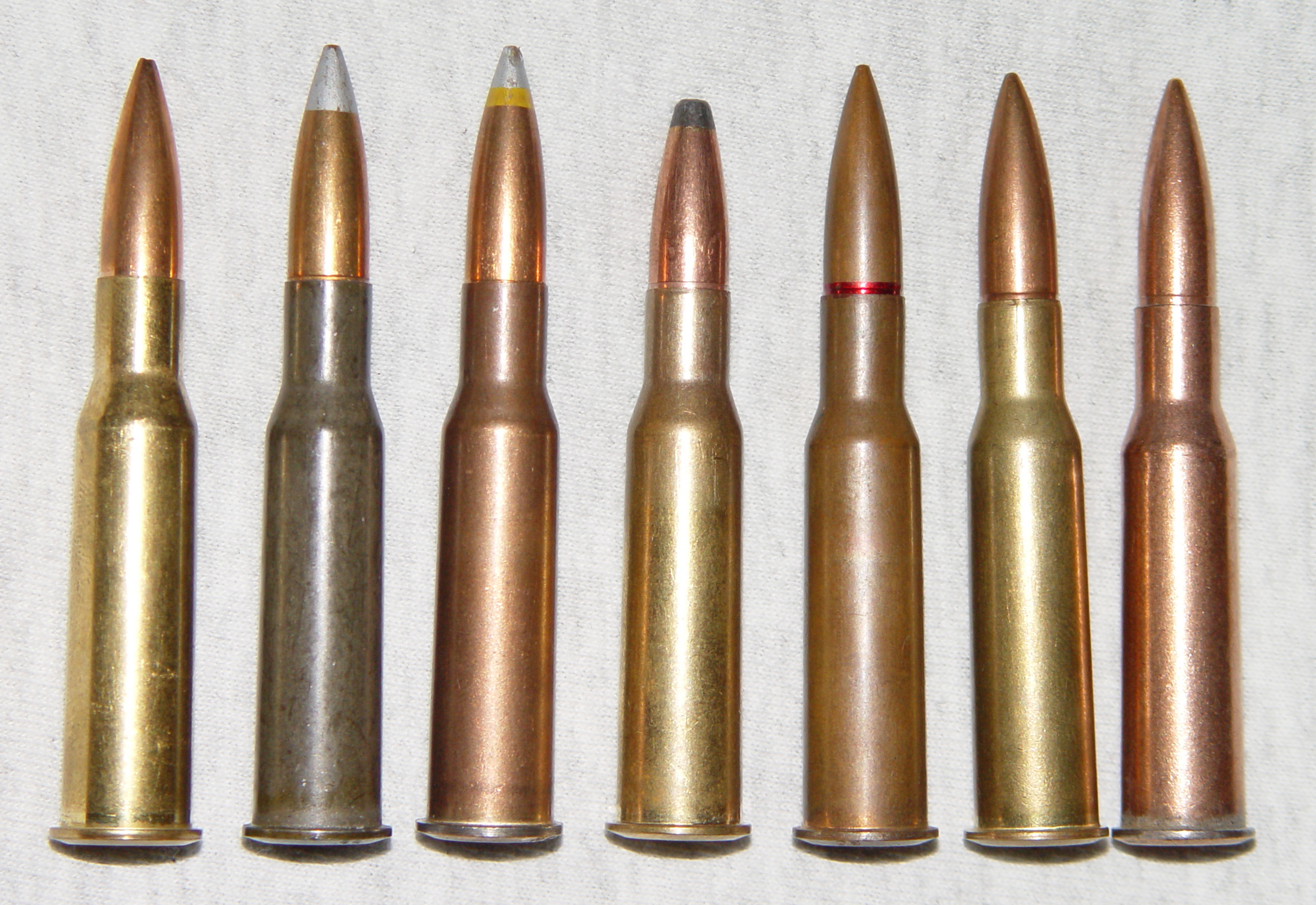
7.62×54mmR 림드 탄약의 예시. 사진은 왼쪽부터:
셀리에르 & 벨로트 할로 포인트 보트 테일; "체코 실버 팁", 연강 코어, 라이트 볼; 헝가리 실버/옐로우 팁, 연강 코어, 헤비 볼; 울프 탄약 골드 소프트 포인트; 1986년 소련제 강철 코어 라이트 볼, 팩토리 60. [1]; 유고슬라비아 잉여 (1953); 1940년대 소련제 납 코어 라이트 볼 [2].

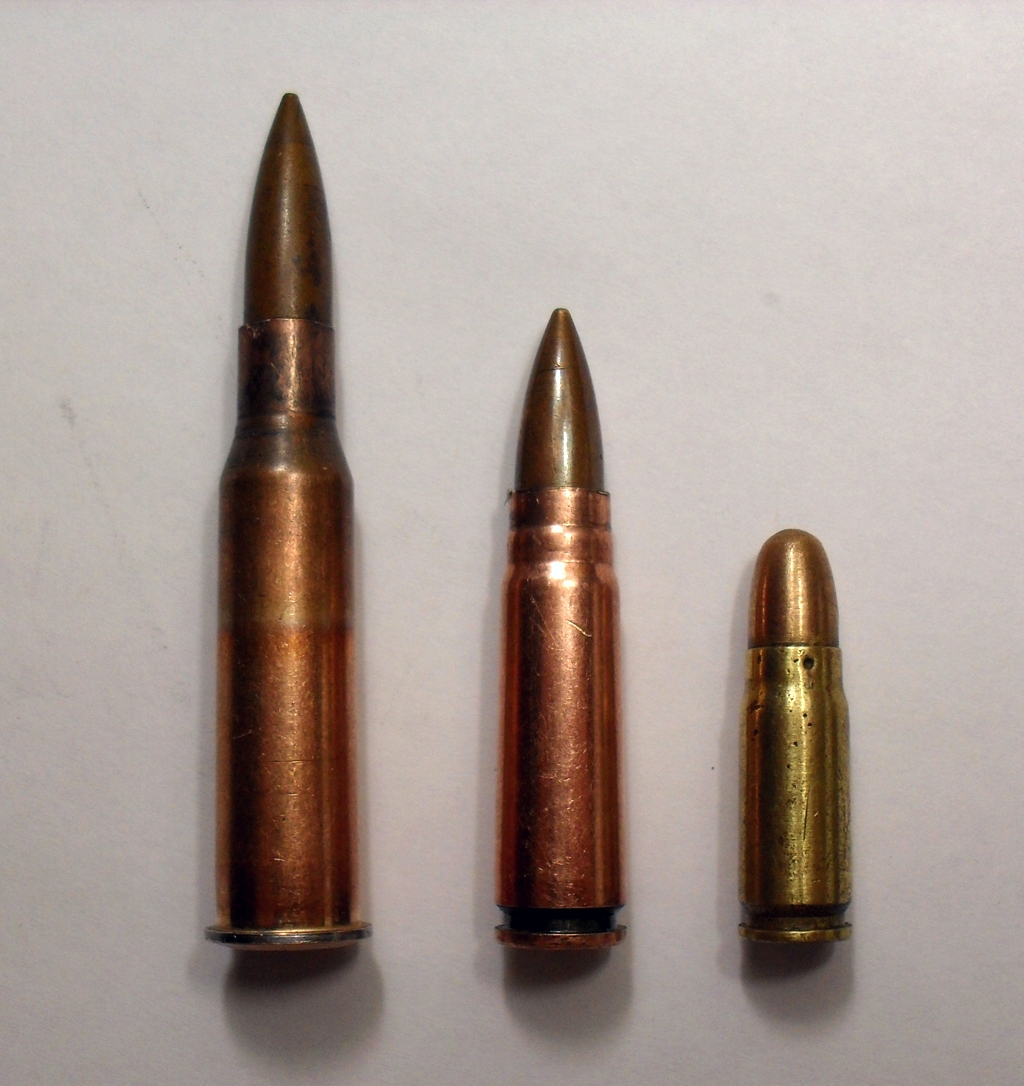
소련 제2차 세계 대전 시대 제식 탄약: (왼쪽에서 오른쪽으로) 7.62×54mmR, 7.62×39mm, 7.62×25mm

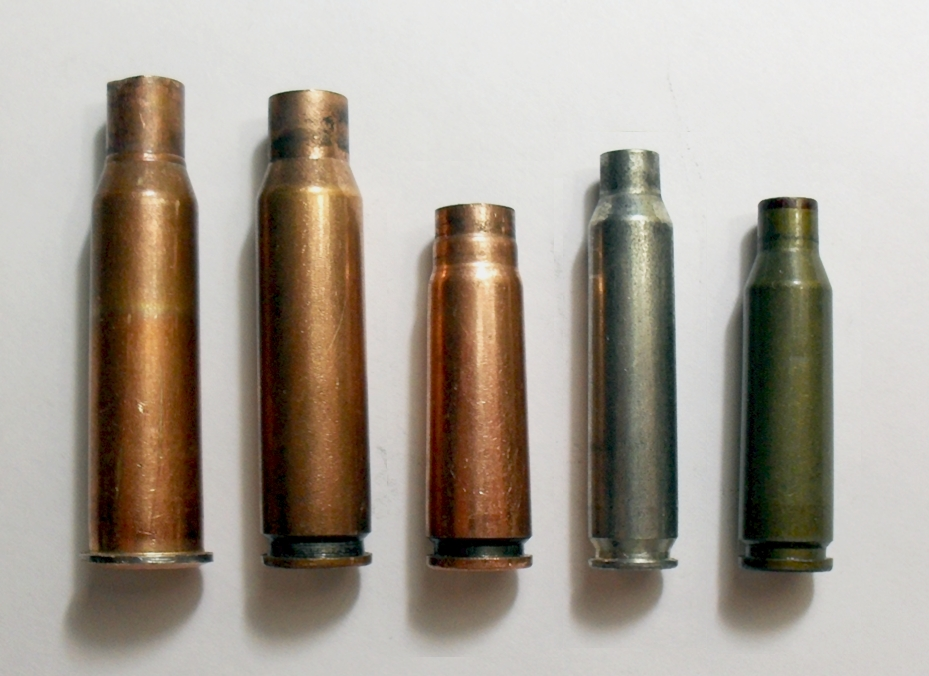
현대 제식 소총 탄약통: (왼쪽에서 오른쪽으로) 7.62×54mmR, 7.62×51mm NATO, 7.62×39mm, 5.56×45mm NATO, 5.45 x 39 mm

7.62×54mmR은 러시아 제국이 개발하고 1891년 제식 탄약으로 도입된 림드 소총 탄약통이다. 원래 볼트액션 모신나강 소총용으로 설계되었으며, 제정 러시아 말기부터 소련 시대를 거쳐 현재까지 사용되고 있다. 이 탄약은 여전히 몇 안 되는 표준 지급 림드 탄약 중 하나이며, 군사적으로 사용되는 탄약 중 가장 긴 서비스 수명 중 하나를 가지고 있다.
완전 동력 7.62×54mmR 탄약은 여전히 러시아군에서 (SVD) 드라구노프, SV-98 및 기타 저격소총과 PKM, 페체네그 기관총과 같은 일부 현대 다목적 기관총에 사용되고 있다. 원래 이 탄약은 "Трехлинейный патрон образца 1891 года" – (3선 1891년형 탄약)으로 지정되었다. 이후 "7,62мм винтовочный патрон" (7.62 mm 소총 탄약)이라는 명칭으로 널리 알려졌다. 이 탄약은 "7.62mm 러시아"로 잘못 알려지게 되었으며 (지금도 구어체에서는 그렇게 불리는 경우가 많지만), 표준에 따르면 7.62×54mmR이라는 명칭의 R은 표준 C.I.P. 명칭과 일치하게 "림드"를 의미한다. 이 이름은 SKS 및 AK 기반 (AK-47, RPK) 소총 및 경기관총에 사용되는 림이 없는 7.62×39mm 중간 탄약을 지칭하는 "7.62 소련" 탄약과 혼동되기도 한다.

## 배경
7.62×54mmR은 전 세계 주요 군대에서 여전히 정기적으로 전투에 사용되는 탄약 중 두 번째로 오래된 탄약이다. 1889년에 군사적으로 사용되기 시작하여 현재까지 주로 일부 비전투 영연방 국가에서 사용되는 .303 브리티시 다음으로 오래되었다. 2021년, 이 탄약은 130년간의 서비스에 도달했다. 2013년 December월 기준 현재 7.62×54mmR은 주로 드라구노프 저격총, SV-98과 같은 지정 사수 및 저격 소총, 그리고 PKM과 같은 기관총에 사용된다. 또한 오늘날에도 여전히 일반적으로 사용되는 몇 안 되는 (다른 것들로는 .22 호넷, .30-30 윈체스터, .303 브리티시) 병목형 림드 센터파이어 소총 탄약 중 하나이다. 1880년대 후반과 1890년대의 대부분의 병목형 림드 탄약은 제1차 세계 대전이 끝날 무렵 사용되지 않게 되었다.
.30-06 스프링필드 탄약(7.62×63mm)은 더 높은 서비스 압력과 탄피 용량을 가지고 있어 동일한 길이의 테스트 총신을 사용할 경우 7.62×54mmR보다 우수한 성능을 발휘하지만, .30-06 스프링필드 화기가 7.62×54mmR 화기보다 훨씬 짧은 총신으로 판매되는 경우가 많기 때문에 이는 매우 드물다. 일반적으로 구할 수 있는 7.62×54mmR 150 gr (9.7 g) 상용 탄약은 일반적인 모신나강(29인치) 총신에서 초당 3,000 ft/s (914 m/s) 정도의 속도를 기록하며, 더 무거운 180 gr (11.7 g) 장전은 초당 2,700 ft/s (823 m/s)대 초반의 속도를 기록한다. 이는 24인치 총신에서 .30-06 스프링필드의 성능과 동일하며, 22인치 총신에서 .30-06 스프링필드의 성능보다 약간 더 좋다.
7.62×54mmR은 원래 13.7g(210그레인)의 "예거" 라운드노즈 풀 메탈 재킷(FMJ) 탄환을 사용했다. 이 발사체는 1908년 9.61g(148.3그레인)의 Лёгкая Пуля (Lyogkaya pulya, "경량 탄환") 스피처 탄환으로 교체되었으며, 이 기본 설계는 현재까지 유지되고 있다. Lyogkaya pulya, 즉 L-탄환은 약 0.338의 탄도 계수(G1 BC)와 약 0.185의 (G7 BC)를 가졌다.

### 저격탄
드라구노프 SVD의 정확도를 높이기 위해 소련은 1966년에 탄약의 7N1 변형을 개발했다. 7N1은 V. M. 사벨니코프, P. P. 사조노프, V. M. 드보리아니노프가 개발했다. 이 탄약은 거친 구형 추진제 대신 경기용 압출 분말을 사용했으며, 공기 주머니가 있는 9.8g(151그레인)의 보트테일 FMJ 재킷 발사체, 강철 코어, 그리고 최대 종단 효과를 위한 베이스의 납 너클을 가졌다. 약 0.411의 탄도 계수(G1 BC)와 약 0.206의 (G7 BC)를 가졌다. "공장 188"(노보시비르스크 저전압 장비 공장)에서 생산되었으며, 탄약은 "188"이라는 숫자와 제조 연도만 헤드스탬프되어 있다. 종이 봉투에 20발씩, 금속 "스팸" 깡통에 22봉투씩, 나무 상자에 2깡통씩 포장되어 총 880발이 들어 있었다. 개별 종이 봉투, 밀봉된 금속 '스팸' 캔, 나무 운송 상자 모두 Снайперская (Snaiperskaya, "저격수"의 형용사형)라고 명확히 표시되어 있었다. 심지어 종이 봉투의 왁스 포장지도 오용을 방지하기 위해 빨간색 글씨로 덮여 있었다.
단단한 갑옷이 군대에서 점점 더 많이 사용됨에 따라 7N1은 1999년에 SVD용으로 개발된 7N14 특수 탄약으로 대체되었다. 7N14 탄약은 날카로운 경화 강철 관통자가 들어 있는 9.8g(151그레인) 발사체를 장전하여 관통력을 향상시켰으며, 평균 총구 속도 830 m/s (2,723 ft/s)로 발사되어 3,375 J (2,489 ft·lbf)의 총구 에너지를 갖는다.

## 탄약통 치수
7.62×54mmR은 4.16 mL(64 gr H2O)의 탄약통 용량을 가지고 있다. 탄피의 외부 형상은 까다로운 조건에서도 볼트액션 소총과 기관총 모두에서 탄피 공급 및 추출이 원활하도록 설계되었다.
7.62×54mmR 최대 C.I.P. 탄약통 치수. 모든 크기는 밀리미터(mm)이다.
미국인들은 숄더 각도를 알파/2 ≈ 18.5도로 정의할 것이다. 이 탄약에 대한 일반적인 강선 강선 회전율은 240 mm (9.45 인치당 1), 4개의 홈, 랜드 지름 = 7.62 mm (0.300 인치), 홈 지름 = 7.92 mm (0.312 인치), 랜드 폭 = 3.81 mm이며 뇌관 유형은 베르단 또는 매우 드물게 복서(대형 소총 크기)이다.
공식 C.I.P. (휴대용 화기 시험을 위한 국제 상설 위원회) 규정에 따르면 7.62×54mmR은 최대 390.00 MPa (56,565 psi) Pmax 피에조 압력을 견딜 수 있다. C.I.P. 규제 국가에서는 모든 소총 탄약 조합이 소비자에게 판매를 인증하기 위해 이 최대 C.I.P. 압력의 125%로 시험되어야 한다. 이는 C.I.P. 규제 국가에서 7.62×54mmR 장전 화기가 현재(2014년) 487.50 MPa (70,706 psi) PE 피에조 압력에서 시험된다는 것을 의미한다.

## 성능
7.62×54mmR의 달성 가능한 총구 속도와 총구 에너지는 표준 7.62×51mm NATO 탄약과 비슷하다. 그러나 7.62×54mmR 탄약에 사용되는 것과 같은 림드 탄피는 박스형 탄창 내에서 원활한 급탄을 복잡하게 만들 수 있지만, 결코 신뢰할 수 없는 것은 아니다.
현대적인 사냥용 탄환과 함께 사용될 때, 7.62×54mmR은 중형에서 대형 동물(CXP2 및 CXP3) 사냥에 적합하다. 7.62×54mmR은 높은 단면 밀도를 가진 길고 무거운 탄환을 발사할 수 있게 해주는 빠른 강선 회전율 덕분에 매우 우수한 관통력을 제공할 수 있다. 러시아에서는 7.62×54mmR이 주로 스포츠용 모신나강 소총과 민수용 드라구노프 변형(타이거)에서 사냥 목적으로 일반적으로 사용된다.

### 21세기 러시아 제식 장전의 기본 사양

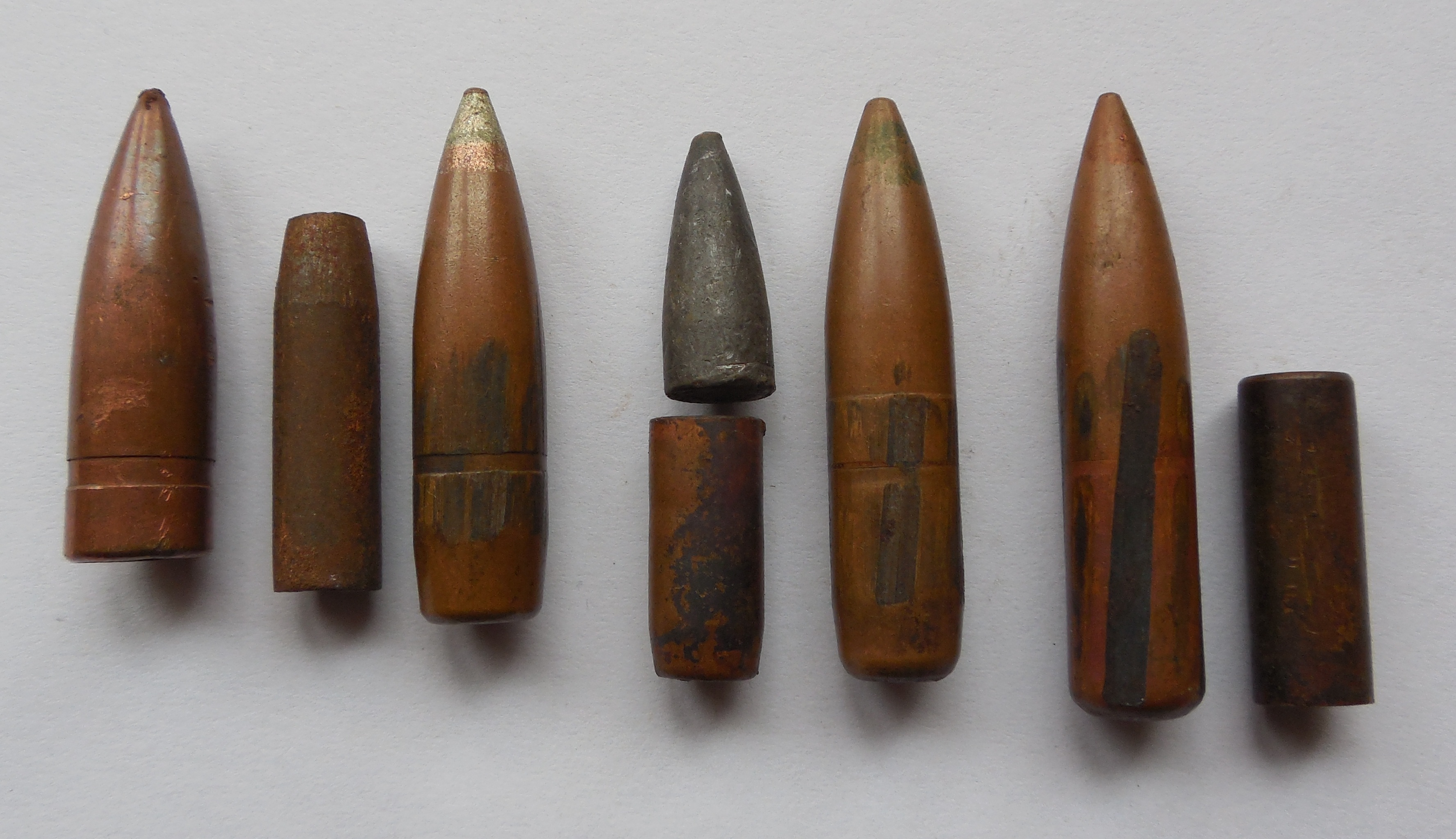
왼쪽부터: 납 코어가 있는 L형 탄환, 강철 코어가 있는 LPS 탄환, 녹색 팁 T-46M 예광탄(상하 모두 개방) 및 옆에 있는 납 팁, 확장된 컵이 있는 T-46 예광탄(하단만 개방). 모든 탄환 재킷과 예광탄 컵은 구리 코팅 강철로 만들어졌다.

러시아 연방군에서 사용되는 7.62×54mmR 탄약은 기관총 및 저격 소총용으로 설계되었다. 2003년 현재 다양한 목적으로 생산된 7.62×54mmR 탄약에는 여러 종류가 있었다. 모든 탄약은 탄피 재료로 클래드 메탈을 사용한다.
57-N-323S
인원 및 무기 시스템을 제압하도록 설계된 일반적인 강철 코어 탄환. 탄환은 강철 코어를 가지고 있으며 약 0.374의 탄도 계수(G1 BC)와 약 0.187의 (G7 BC)를 가진다. 탄환의 팁은 특별한 색상이 없다. 이 탄환은 520 m (569 yd) 거리에서 6 mm (0.2 in) 두께의 St3 강판을 관통할 수 있으며, 110 m (120 yd) 거리에서 6Zh85T 방탄복을 관통할 수 있다.
7N13
방탄복을 착용한 인원을 죽이도록 설계된 강화 관통 탄환으로, 열처리된 코어를 특징으로 한다. 탄환 팁은 무색이다. 탄피 입구의 봉인 래커 벨트는 붉은색이다. 이 탄환은 660 m (722 yd) 거리에서 6 mm (0.2 in) 두께의 St3 강판을 관통할 수 있으며, 800 m (875 yd) 거리에서 6Zh85T 방탄복을 관통할 수 있다.
7T2
T-46의 변형으로, 사격 조절 및 표적 지정을 위한 예광탄이다. 탄환은 녹색 팁을 가지고 있으며, 예광탄은 3초 동안 연소된다.
7BZ3
B-32의 변형으로, 경장갑 표적을 격파하도록 설계된 철갑/소이 탄환이다. 탄환은 검정-빨강 팁을 가지고 있다.
7N1
정확도 향상을 위해 설계된 저격탄이다. 탄환 팁은 무색이다.
| 탄약 지정                        | 57-N-323S              | 7N13 (AP)              | 7T2 (예광탄)           | 7BZ3 (API)             | 7N1 (저격탄)           |
| -------------------------------- | ---------------------- | ---------------------- | ---------------------- | ---------------------- | ---------------------- |
| 탄약통 무게                      | 21.8 g (336 gr)        | 21.7 g (335 gr)        | 22 g (340 gr)          | 22.6 g (349 gr)        | 21.9 g (338 gr)        |
| 탄환 무게                        | 9.6 g (148.2 gr)       | 9.4 g (145.1 gr)       | 9.65 g (148.9 gr)      | 10.39 g (160.3 gr)     | 9.8 g (151.2 gr)       |
| 총구 속도                        | 828 m/s (2,717 ft/s)   | 828 m/s (2,717 ft/s)   | 798 m/s (2,618 ft/s)   | 809 m/s (2,654 ft/s)   | 823 m/s (2,700 ft/s)   |
| 총구 에너지                      | 3,291 J (2,427 ft·lbf) | 3,222 J (2,376 ft·lbf) | 3,073 J (2,267 ft·lbf) | 3,400 J (2,508 ft·lbf) | 3,319 J (2,448 ft·lbf) |
| 300 m (328 yd)에서의 사격 정확도 | 90 mm (3.5 in) (R50)   | 90 mm (3.5 in) (R50)   | 150 mm (5.9 in) (R50)  | 150 mm (5.9 in) (R50)  | 80 mm (3.1 in) (R100)  |

- R50는 300 m (328 yd) 거리에서 사격 그룹의 가장 가까운 50%가 명시된 지름의 원 안에 모두 들어간다는 것을 의미한다.
- R100는 300 m (328 yd) 거리에서 사격 그룹의 모든 발사체가 명시된 지름의 원 안에 들어간다는 것을 의미한다.

## 가용성
7.62×54mmR은 군용 잉여품과 신제품 모두로 널리 구할 수 있지만, 경기용 탄약은 덜 그렇다. 대부분의 잉여 탄약은 강철 탄피를 사용하고 베르단 뇌관을 사용하는데, 이는 핸드로드용으로 사용하기 어렵게 만든다. 그러나 미국에서 동구권 잉여 모신나강, SVT-40, PSL 소총의 인기가 높아지면서 복서 뇌관 탄약과 미발사 탄피가 점점 더 많이 구할 수 있게 되었으며, 이 탄피는 대형 소총 뇌관을 사용한다.

## 탄약통 파생형

### 소련/러시아
러시아는 또한 사냥 및 스포츠용으로 7.62x54mmR 탄약통의 원래 탄피 치수를 기반으로 유사한 파생 탄약통을 생산한다.
- 6.5×54mmR: 넥 다운 버전으로, 1960년대와 1970년대에 개조된 모신 바이애슬론 소총과 보스토크 브랜드 바이애슬론 소총 모두에 사용되었다.[7]
- 9×53mmR: 사냥용 탄약.
- 9.6×53mmR 랭카스터: 사냥용 탄약.[8]

### 핀란드
제2차 세계 대전 후, 핀란드 스포츠 사냥꾼과 생계형 사냥꾼에게는 포획된 러시아 및 핀란드 군용 7.62x54R 소총 잉여품이 많이 있었다. 한때 핀란드 정부는 특히 무스와 곰과 같은 대형 동물을 사냥할 때 잉여 군용 탄약을 사용하여 인간적으로 그리고 빠르게 잡히지 않은 부상당하거나 탈출한 야생 동물이 너무 많다고 판단했다. 그들은 그러한 사냥에 7.62×53mmR과 7.62x54mmR의 사용을 금지했다. 핀란드 총포상과 탄약 회사들은 더 인도적인 대형 동물 사냥을 위해 탄피의 "넥업(necking up)"을 통해 더 큰 직경 또는 "구경"(따라서 더 무겁고 강력한) 탄환을 수용할 수 있도록 두 가지 다른 파생 탄약을 개발했다: 8.2x53mmR과 9.3x53mmR. 두 탄환 구경 모두 유럽과 세계 대부분 지역에서 사냥용 소총의 일반적인 구경이었고 지금도 그렇다.
- 7.62×53mmR: 군용 탄약. 일부 제조업체에서는 7.62×54mmR과 동일하다고 간주하지만, CIP에서는 그렇지 않다.
- 8.2×53mmR: 사냥용 탄약.[9]
- 9.3×53mmR: 사냥용 탄약.[10]

## 7.62×54mmR 화기 목록
| - 3,004정의 베르단 II 소총이 벨기에의 총기 제작자들에 의해 러시아군에 7.62×54mmR용으로 개조되었다. - 모신나강 볼트액션 소총의 다양한 모델, 단축형 "오브레즈" 권총 포함 - 미국 윈체스터 모델 1895. 1915-16년 러시아군을 위해 약 30만정 생산. - AVB-7.62 - AVS-36 - 베르쿠트-2M1 - 드라구노프 저격총 (중국 NDM-86 변형 포함) - IZH-18MH - JS 7.62 - 윈체스터 1895 (7.62x54R 버전) - M91 - PSL 저격소총 - 추카빈 저격소총 - SVT-38 및 SVT-40 - SV-98 (스나이퍼스카야 빈토프카 1998년형) - 알레한드로 저격소총 - 드라구노프 SVU (1991년 드라구노프 저격총 재설계) - 베프르 스포츠 소총 - MTs-13, 300m 스포츠 소총 - AVL, 로스 기반 경량 서비스 소총 - AV, 모신 기반 표준 서비스 소총 - TsVR, 레코드, 레코드-1, 레코드 CISM, KO-13—서비스 소총 - TsVT, 타이푼 300m 스포츠 소총 - CAVIM 카타툼보 저격소총 - K-11 (저격소총) - 자스타바 M91 저격소총 | - 2B-P-10 - AEK-999 - 덱탸료프 보병기관총 (DP28)/(RP-46) - DS-39 - 고로프 기관총 - GShG-7.62 기관총 - 화칭 미니건 - 마드센 경기관총 - MG42 (핀란드 개조 노력) - PK 기관총 (PKM으로도 알려짐) - PKP "페체네그" 기관총 - PM M1910 - PV-1 기관총 - 슬로스틴 기관총 - 사빈-나로프 기관총 - SG-43 고류노프 - ShKAS 기관총 - 53/57식 기관총 - TKB-135 - TKB-264-42 - 67식 기관총 및 80식 기관총. - 73식 경기관총 - Uk vz. 59 - 자스타바 M84 |

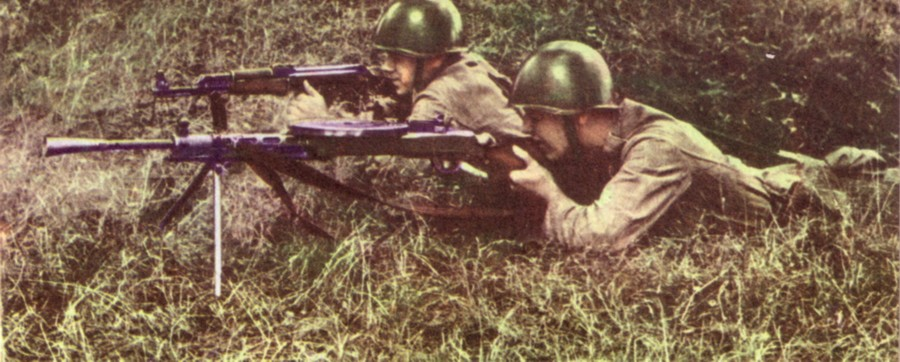
DP28 및 AK-47

## 다른 이름
이 탄약에 대한 유일한 공식 명칭은 7.62×54R ("R"은 "rimmed"를 의미)이지만, 미국에서는 일부 사수들이 이 탄약의 기원 때문에 "R"을 "Russian"의 약자로 혼동하는 경우도 있다.
- 7.62×54R
- 7.62 러시아
- 7.62 모신나강
- 7.62 드라구노프
- 7.62 M91
- .30 러시아[11]
- 림드 러시아

## 같이 보기
- 림드 탄약 목록
- 소총 탄약 목록
- 권총 및 소총 탄약표
- 7.62mm 구경
- 7.62×53mmR 핀란드

### 참고
1. ↑  Barnes, Frank (2006).  Skinner, Stan, 편집. 《Cartridges of the World. 11th Edition.》. Cartridges of the World. Gun Digest Books. 295쪽. ISBN 978-0-89689-297-2.
2. ↑  William C. Davis Jr. (1986). Handloading. p. 191. ISBN 0-935998-34-9.
3. ↑  “C.I.P. TDCC sheet 7.62 × 54 R (indisputable legally binding dimensions and data for civilian use in Russia)” (PDF). 《cip-bobp.org》. 2018년 3월 17일에 확인함.
4. ↑  “Brown Bear 7.62x54r 203 gr. SP”. 《7.62x54r.net》. 2018년 10월 3일에 원본 문서에서 보존된 문서. 2018년 3월 17일에 확인함.
5. ↑  Russian 7.62x54mm Rounds for Rifles and Machine Guns, Land Forces Weapons Export Catalog, page 87
6. ↑  “LVE Novosibirsk Cartridge Plant: 7,62mm rifle cartridge with steel core bullet”. 《www.lveplant.ru》. 2018년 3월 17일에 확인함.
7. ↑  municion.org: 6.5x54 R 보관됨 2016-03-04 - 웨이백 머신(스페인어)
8. ↑  thefirearmblog.com - 태그: 9.6x53mm 랭카스터
9. ↑  waffenlager.net - 8.2x53R(핀란드어)
10. ↑  waffenlager.net - 9.3x53R(핀란드어)
11. ↑  Erik Lawrence (2015). 《Practical Guide to the Operational Use of the RPD Machine Gun》. Erik Lawrence Publications. 17쪽. ISBN 978-1-941998-35-9.

### 참고 문헌
- C.I.P. CD-ROM edition 2003
- C.I.P. decisions, texts and tables (free current C.I.P. CD-ROM version download (ZIP and RAR format))
- Accurate (2000). 《Accurate Smokeless Powders Loading Guide》 Number Two (Revis)판. Prescott, AZ: Wolfe Publishing. 286쪽. Barcode 94794 00200.